# Capo-croce di sant'Andrea
Capo-croce di sant'Andrea (o capo-decusse) è un termine utilizzato in araldica per indicare l'unione di un capo e di una croce di sant'Andrea (o decusse) quando ambedue le pezze sono dello stesso smalto.

D'argento, al capo-croce di sant'Andrea di rosso, col capo caricato di una stella a sei punte, accostata da due vomeri, il tutto d'argento (stemma di Pernå, Finlandia)